# Micro-région de Békés
La micro-région de Békés (en hongrois : békési kistérség) est une micro-région statistique hongroise rassemblant plusieurs localités autour de Békés.